# Esenbeckia fenestrata
Esenbeckia fenestrata är en tvåvingeart som beskrevs av Lutz 1909. Esenbeckia fenestrata ingår i släktet Esenbeckia och familjen bromsar. Inga underarter finns listade i Catalogue of Life.